# 검덕광산
검덕광산(檢德鑛山)은 조선민주주의인민공화국 함경남도 단천시에 소재한 연-아연 광산이다.

## 개요
검덕광산은 함남 단천시 검덕지구와 허천군 화장리 일대에 위치하고 있으며 1932년 조업을 시작하였다. 해발 630 ~ 1700 m 고지에 위치하고 있으며 1982년 검덕광업종합기업소로, 1989년 검덕광업련합기업소로 되었다. 3개의 선광장을 갖추고 있는데 제1선광장은 년 100만 t, 제2선광장은 320만 t, 제3선광장은 1000만 t을 처리할 수 있는 능력을 갖추고 있다. 채취장에서 선광장까지 12 ㎞의 벨트콘베아로 광석을 나르고 있으며 련합기업소 체제 하에 여러 분광산을 가지고 있다. 산출된 정광은 흥남제련소 등으로 공급되고 있다.

## 지질개요
검덕광산은 지체구조적으로 헤산-리원륙향사의 동쪽 가에 자리잡고 있다.
광상구역에는 마천령게 북대천통과 남대천통의 퇴적변성암들과 그를 관입한 여러 시대의 관입암 및 맥암이 넓게 분포되여있으며 여러 차레의 구조운동을 받았다.
광상구역에서 북대천통은 하부층상고회암층, 중부편암과 고회암의 호층, 상부층상고회암층으로 되여있다.
하부층은 백색, 회백색의 중립-세립괴상고회암으로 되여있으며 광상구역의 동부에 분포되여있다.
중부층은 밑에서부터 우로 가면서 투각섬석고회암층, 고회암과 편암의 호층, 세호상고회암층으로 이루어져있다(세호상고회암층에서는 해조류화석이 나온다).
상부층은 기본함광층으로 살구색고회암, 잡색대리암, 층상고회암으로 되여있으며 그 층후는 300 m 이상이다. 제1분층인 살구색고회암층은 금운모와 투각섬석변반정들이 많이 들어있는데 이들의 양은 5~20%에 달하며 골고루 분포되여있다. 제2분층인 잡색대리암분층은 웃부분은 회백색호상대리암으로 되여있고 그 아래부분이 살구색대리암으로 되여있다. 대리암은 방해석질이며 본산지구에서는 연장성이 좋으나 로온동-중토장지구에서는 나쁘다. 제3분층인 살구색고회암분층은 제1분층과 대체로 같은 특징을 가지고 있으며 연장성은 좋지 못하다. 제4분층인 층상고회암층은 본산지구에서 백색 또는 연한 회색을 가지는 고회암으로 나타나고 로은동-중토장지구와 황철골-직동지구에서는 호상고회암으로 나타난다. 이 분층안에는 회색, 회백색의 규질암층이 들어있다. 이 분층 고회암들은 규질암들과 함께 광상의 가장 중요한 배태암이다. 층후는 20 ~ 100 m이며 연장성도 좋다. 제5분층인 살색고회암분층은 금운모, 투각섬석, 활석, 마그네슘감람석을 포함하는 고회암으로 연장성은 좋다. 제6분층인 회백색대리암분층은 남대천통 운모편암층 바로 밑에 놓이면서 본산지구에서 잘 나타나고 로은동-중토장지구에서는 아직 알려지지 않았다. 이 분층의 암석들도 조성상 방해석 대리암이다.
광상구역에는 관입암체로서 만탑산관입암체와 송동골관입암체, 화약고관입암체 그리고 규모가 작은 것으로는 직동관입암체, 사이점관입암체, 중토장관입암체 등이 알려져있다.
관입암체의 드러난 면적은 제일 큰 만탑산관입암체에서 130 ㎢, 송동골관입암체에서 0.3 ㎢이며 나머지 관입암체는 규모가 작다. 이들은 흑운모각섬석화강섬록암, 흑운모각섬석화강암, 우백질화강암 등으로 이루어져있다. 이들은 중생대에 관입하였다.
중생대관입암체들의 주위에는 거정암, 세정암, 화강반암, 규장암, 황반암 등의 분화암맥들이 동반되고 있다.
광상구역에는 휘록암맥들이 넓게 분포하고 있는데, 이들은 북대천통과 남대천통을 절단하고 있으며 대개 북동-남서방향 부분적으로 남북 또는 동서방향의 주향을 가진다. 보통은 두께가 수 m에서 수십 m이나 드물게 100 m을 넘길때도 있다.
광상구역의 지층들은 두차레 이상에 걸치는 습곡 및 단렬운동을 받아 복잡하게 요란되었다. 광상구역에서 가장 중요한 구조는 습곡구조로 1차습곡과 2차습곡으로 갈라진다.
1차습곡은 하부원생대 말에 이루어진 등사습곡으로 너비에 비하여 높이가 수~수십배나 더 크며 형태가 비선상성, 비상사성, 비대칭성을 가진다. 중요한 1차습곡으로는 검덕산1차향사, 중토장1차배사, 검덕본산1차향사등이 있는데 향사핵부에는 남대천통의 편암이 놓여있고 축면의 주향은 거의 남북, 동쪽 혹은 서쪽으로 50 ~ 80˚ 경사져있다.
2차습곡은 대칭습곡이며 너비와 높이가 거의 같거나 너비가 보다 더 큰 경우가 있다. 부채형벽리와 연신습곡이 특징적으로 결합되여있다. 대표적인 2차습곡은 검덕산2차배사와 여은동2차향사, 본산2차향사들이다. 2차습곡의 주향도 대체로 남북방향이며 날개들의 경사각은 30 ~ 70˚이다.
단렬구조에서 기본은 북동-남서게열이며 부분적으로는 북서 또는 남북계열로도 나타난다. 북동-남서계열의 단층으로는 백바위골단층, 중토장-솔밭골단층, 본산단층군, 화약골단층, 송동단층들이 알려져있고 북서-남동계열의 단층에서 대표적인 것은 남사갱단층, 간골단층, 25호단층, 6수갱단층, 어화동단층 들이 있다.

## 광상특성
검덕광상의 광체들은 층상광체와 맥상광체로 구분된다. 그 가운데서 기본은 층상광체들이고 맥상광체는 극히 드물다.
층상광체는 배태암층과 정합적으로 놓이면서 습곡구조에서의 위치에 따라 층모양, 판모양, 렌즈모양, 감자알모양, 안장모양 등 여러 형태로 나타난다. 광체들은 또한 배태암의 종류에 따라 규질암형광체와 고회암형광체로 나누어진다. 규질암형광체는 규질암에 배태된 광체로 밀집괴상유화물광석으로 되여있다면 고회암형광체는 고회암에 배태된 광체로 세맥광염상유화물광석으로 되여있다. 규질암형광체에서의 품위가 전반적으로 높다.
본산지구에는 본산1차향사습곡의 동쪽날개에 놓인 본산동부광대와 그 서쪽날개에 놓인 본산서부광대가 있다. 본산동부광대에는 5개의 광체, 본산서부광대에는 40개 이상의 크고 작은 광체들이 알려져있다. 광대 안에서 광체들은 기본적으로 4개의 층준에 놓여있다. 함광층인 북대천통 상부 제4분층 고회암안에서 1층준광체들은 아래경계에, 2층준광체는 가운데부분에 그리고 3층준광체들은 웃경계부에 각각 놓인다. 4층준광체들은 제5분층과 제6분층의 경계부에 놓인다. 광체들은 대개 규질암에 배태되여있다.
로은동-중토장지구에는 로은동1차향사습곡의 동쪽 및 서쪽 날개에 놓여있는 로은동동부광대와 로은동서부광대, 중토장1차향사습곡의 동쪽 및 서쪽 날개에 놓여있는 중토장동부광대와 중토장서부광대가 있다. 이 광대들의 주향은 거의 남북방향이며 수 ㎞의 주향연장과 수백 m의 심부연장을 가진다. 로은동동부광대는 약 7 ㎞정도 연장을 가지며 산업적광체들은 본산단층 부근에 몰켜있다. 광체들은 고회암형이다. 로은동서부광대는 남쪽 만탑산기슭에서 북쪽 무학동골에 이르기까지 연장되여있는데 광체들의 질적구성은 로은동동부광대에서와 비슷하다.
중토장동부광대는 산업적의의가 대단히 큰 광대로 만탑산관입암체의 북쪽접촉경계로부터 백바위골단층에 이르기까지 길게 연장되여있다. 광대의 폭은 약 1.5 ㎞이다. 광대 내에는 4 ~ 5개의 광체층준이 알려져있는데 이 중 최상부층준광체들이 가장 큰 산업적의의를 가진다. 대부분의 광체는 고회암을 따라 형성되었으나 규질암에 있는 광체들도 적지 않다. 광석의 품위는 높은 편이다. 중토장서부광대는 인접 광대들과 평행으로 만탑산관입체의 북쪽변두리에서 시작해 북쪽으로 백바위골단층에 이르기까지 8 ㎞ 연장되여있다. 광대의 폭은 수십 m이다. 광대의 심부한계는 중토장단층하반에서만도 지표에서 1000 m 이상 내려간다. 광체의 대부분은 규질암형이며 품위가 대단히 높다.
황철골-직동지구는 솔밭골단층에 의해 1000 m 이상 아래로 내려앉은 본산서부광대의 북부연장에 해당된다. 광대의 주향연장은 솔밭골단층에서 북으로 백바위골단층에 이르며 너비는 수십 m이다. 본산광대에 비해 함광성이 그리 높지 못하고 규모도 작다.
검덕광상에서는 50여종의 광석광물 및 비광석광물이 난다. 그 가운데서 주요산업적광물은 섬아연광과 방연광이며 황동광도 산업적의의를 가질 때가 있다.
섬아연광과 방연광은 약간의 황철광과 자류철광 등 유화물을 포함하는 방연광-섬아연광광석형태로 나온다. 이들은 중립결정질이며 미립-세립질변종과 조립-거립질변종도 있다. 섬아연광은 연한 황갈색으로부터 흑갈색에 이르기까지 다양한 색변종으로 나오는 것이 특징이다.
로은동-중토장지구에서는 류안방연광과 같은 안티몬 광물이 많아지면서 안티몬 품위가 높아진다.
검덕광상의 성인암으로 보아오던 만탑산관입암체는 그 절대년령이 1억 8100만 ~ 2억 1300만년이고 남대천통 결정편암의 절대년령이 17억 ~ 17억 4000만년이라는 것을 고려하면 검덕광상의 층상광체들은 시대적으로 배태암인 북대천통 지층과 일치한다. 즉 검덕 연-아연광상은 하부원생대 MVT 광상이다.
1982년 1월 1일현재 검덕광상의 잔존매장량은 납 162만 8143 t, 아연 726만 8234 t, 은 3078 t, 카드뮴 17693 t, 수은 27291 t이며 전망매장량은 납 376만 t, 아연 1458만 t, 은 9천 t, 카드뮴 39494 t, 안티몬 2만 t이다.